# Jeanne de Jussie
Jeanne de Jussie, född 1503, död 1561, var en schweizisk krönikör. Hon var nunna i ett kloster klarisseorden i Genève, och är känd för in krönika, som skildrar hur klostret stängdes och nunnorna tvingades lämna staden under införandet av reformationen under Jean Calvin.
Hon tillhörde en fattig adelsfamilj och blev nunna 1521. 1530 kom reformationen till Genève. Klostret fortsatte då att hålla katolska mässor, och tillät även katolska stadsbor att närvara. Reformationen innebar att klosterväsendet i staden upplöstes och att respekten för nunnornas celibat upphävdes. Jussie beskrev hur nunnorna trakasserades av manliga protestanter som klättrade upp på stadsmuren så de kunde se ned i nunnornas trädgård och ropa till dem. Åtminstone en nunna lämnade klostret, och nunnorna indrogs i konflikt med myndigheterna, som sände in reformerade präster att predika för nunnorna att de borde gifta sig, vilket de vägrade lyssna på. I augusti 1535 förbjöds katolicismen i Genève. Myndigheterna bröt upp dörren till klostret, placerade vakter där och förklarade att nunnorna inte längre skulle få fira den katolska mässan eller tillåtas isolera sig från omvärlden. Nunnorna valde då att lämna staden, och reste till den katolska staden Annecy, där de installerade sig i ett övergivet kloster. Jussie blev abbedissa 1548. 